# Фьодор Достоевски
Фьо̀дор Миха̀йлович Достоѐвски (на руски: Фёдор Миха́йлович Достое́вский, [ˈfʲodər mʲɪˈxajləvʲɪtɕ dəstɐˈjɛfskʲɪj]) е руски писател и публицист, най-известен със своите романи „Престъпление и наказание“(1866 г.), „Идиот“(1866 г.), „Бесове“(1872 г.), „Юноша“(1875 г.) и „Братя Карамазови“(1880 г.) – така нареченото „Велико петокнижие“ на автора.
Литературното творчество на Достоевски изследва човешката психика в тревожните политически, обществени и духовни условия на руското общество през XIX век. Като изявен славянофил, националист и монархист, в творбите си той критикува буржоазията, Запада в навечерието на епохата на материализма и нихилизма. Смятан от мнозина за основоположник или пряк предшественик на европейския екзистенциализъм, неговите „Записки от подземието“ са определяни като „най-доброто въведение в екзистенциализма, писано някога". Достоевски започва да пише от средата на 40-те години на XIX век, като първите му произведения са повлияни от реалисти и романтици – Дикенс, Гогол, Балзак и др. Въпреки това най-известни са творбите от последните му години – „Престъпление и наказание“, „Идиот“ и „Братя Карамазови“. Достоевски често е определян и като един от най-значимите психолози в историята на световната литература. Написва общо 11 романа, 3 новели, 17 разказа и 3 есета.

## Ранни години

### Семейство и детски години
Достоевски е роден на 11 ноември (по стар стил – 30 октомври) 1821 г. в Москва, Русия. Той е второто от седемте деца на Михаил и Мария Достоевски. Родът му произхожда от литовско благородническо семейство от региона на Пинск. Заради трудните времена на рода му е отнета титлата. Прадядото и дядото на Достоевски по бащина линия са били свещеници в украинския град Брацлав, където е роден Михаил Достоевски. Михаил е трябвало, както повелява традицията, да стане свещеник, но на 15-годишна възраст бяга от семинарията и повече не поддържа връзки със семейството си.
През 1841 г., на 20-годишна възраст, Михаил Достоевски е приет в московската Имперска медико-хирургична академия. Назначен е в болница в Москва като военен лекар и през 1818 г. става главен лекар. През 1819 г. се жени за Мария, която е с 11 години по-млада от него. Една година след това напуска военната служба и започва работа в Мариинската болница за бедни. След раждането на двамата му синове Михаил и Фьодор, през 1828 г. е повишен в длъжност, която му дава званието потомствен дворянин и малко имение на 150 версти (ок. 160 км) от Москва, наречено Даровое. Майката на Достоевски, Мария Нечаева, произхожда от семейство на руски търговци. Родителите ѝ имат татарски предци.
Фьодор Достоевски израства в семейния дом близо до болницата „Марински“. Семейството не е нито много богато, нито много бедно. В детството си Фьодор често ходи с родителите си на летни почивки в Даровое. На тригодишна възраст открива героичните саги, приказките, легендите, а гледачките му го възпитават в дълбока набожност. Бързо е обсебен от приказките. В тази ранна възраст е силно повлиян от гледачката си Алина Фроловна, която помага на семейството, когато имението изгаря. Фермерът Марей му помага да се справи с ранните халюцинации, вероятно причинени от страховити приказки и готическа литература. Освен това Фьодор открива изоставена болнична градина, отделена с голяма решетка от обществената градина. Родителите му забраняват да общува с хора от другата страна, за да предпазят детето от неконтролируеми влияния, но Фьодор пренебрегва забраната и често разговаря с пациентите. На това място случайно става свидетел на изнасилване на деветгодишно момиче, което никога не забравя.
Родителите на Фьодор отдават голямо значение на възпитанието му. На четиригодишна възраст майката на Фьодор го научава да чете и пише с помощта на Библията. В ранна детска възраст родителите му го запознават с руската литература в лицето на Николай Карамзин и неговите „Руски приказки“, Александър Пушкин и Гаврил Державин, както и с английската и немската литература, съответно с Ан Радклиф и Фридрих Шилер. Фьодор е изключително впечатлен от пиесата на Шилер „Разбойниците“, която гледа като десетгодишен. Двамата с брат му Михаил много харесват поемите на Пушкин и научават повечето наизуст; смъртта на Пушкин е съкрушителна за цялото семейство. През 1833 г. бащата на Фьодор изпраща сина си във френски пансион, а след това в най-доброто частно училище в Москва – „Колеж за благородни момчета“. Тъй като то е много скъпо, Михаил взима заеми и разширява лекарската си практика. Когато 13-годишният Фьодор пристига в училището, получава комплекс за малоценност спрямо по-изтънчените си съученици. Това чувство често се забелязва в творбите му, най-вече в „Юноша“.

### Юношество
Майка му умира от туберкулоза на 27 септември 1837 г., когато Фьодор Достоевски е 15-годишен. Фьодор претърпява няколко сериозни заболявания на гърлото. Впоследствие той и брат му Михаил са изпратени в Петербургското военно-инженерно училище, а по-малките им братя и сестри – в различни семейства. На Фьодор и Михаил се налага да изоставят академичното образование в Москва, тъй като приемните им родители не могат да го плащат. Баща им обаче смята, че кариерата на военен изглежда обещаваща с оглед на политическия възход на Русия по времето на цар Николай I. По пътя за Санкт Петербург Фьодор става свидетел на насилие – военен полицай удря по врата каруцар, който след това бие коня с бича си. Тази ситуация е описана в „Дневник на писателя“. В академията той е отделен от брат си, който е изпратен в Ревел, Естония, заради лошото си здравословно състояние и по-добрите условия за учене. Фьодор взима изпитите си и влиза в академията на 16 януари 1838 г. с помощта на попечителите си, които плащат таксите.
Фьодор не харесва академията, най-вече защото няма интерес към предметите (математика и военно дело), а предпочита рисуването и архитектурата. Академията е била по-рано замък, построен за цар Павел I. Повечето от 120-те съученици на Фьодор са от полски и балтийско-германски произход. Те странят от него и поради различния му характер: Фьодор е смел и има силно развито чувство за справедливост, за разлика от палячовските му и груби съученици. Защитава новодошлите, критикува корупцията сред офицерите и помага на бедните.
Фьодор получава силен пристъп на епилепсия, когато научава, че баща му е починал. Убит е през 1839 г. от един от крепостните си селяни; причината е спречкване, причинено от избухливия му характер.
След като Фьодор взима всичките си изпити, получава ранг кадет инженер. Посещава за кратко брат си в Ревел. Често ходи на концерти, опери, театри и балет. Започва да играе комар с двама свои приятели. Зависимостта от хазарта му докарва финансови проблеми. През август 1843 г. е назначен за чертожник. По това време живее в апартамента на д-р Райзенкампф – приятел на брат му. Също както през детските си години, проявява интерес към болни хора от низшите класи. Захваща се с превод на художествена литература: „Последният Албини“ от Жорж Санд и „Йожени Гранде“ от Оноре дьо Балзак, „Мария Стюарт“ и „Разбойниците“ от Шилер, „Борис Годунов“ от Пушкин, „Райнеке Фукс“ от Гьоте, „Дон Карлос“ и други. Тези преводи му осигуряват допълнителни доходи. Работата му като чертожник става все по-унизителна. След като отказва командировка, е уволнен на 19 октомври 1844 г. с чин лейтенант. Финансовите затруднения на Фьодор го подтикват да напише свой собствен роман.

## Кариера

### Ранни публикации
Фьодор Достоевски влиза в контакт с различни личности от областта на културата и изкуството, увлича се по религиозни и философски теми, участва в литературен кръжок и самият той започва да пише. Първата публикувана работа на Достоевски е преводът на „Йожени Гранде“ от Балзак (януари 1844 г.). През есента на 1844 г. Достоевски дели един апартамент с приятеля си Димитрий Григорович. Фьодор работи непрекъснато по първия си роман; надява се да има широка публика, за да подобри финансовото си състояние. Фьодор пише в писмо до Михаил: „Важното в момента е романът ми да покрие всичко. Ако това не стане, ще се обеся.“ През май 1845 г. преработва за последен път ръкописа и моли Григорович да го прочете на глас. Григорович е впечатлен от романа и същата нощ го занася на приятеля си Николай Некрасов. Двамата толкова харесват книгата, че около четири часа сутринта звънят на апартамента на Достоевски. Същия ден Некрасов занася ръкописа на „Новия Гогол“ на най-известния и влиятелен критик по това време – Висарион Белински. Той първоначално бил скептично настроен, но после също останал възхитен. „Бедни хора“ е издаден на 15 януари 1846 г. в алманаха „Петербургски сборник“ и пожънва голям търговски успех.
Повествованието под форма на епистоларен роман описва отношенията между възрастния, дребен чиновник Девушкин и младата шивачка Варвара Доброселова. Двамата си пишат писма с изтънчен сантимент, явно предпочитайки живот в друго общество, което да не ги принуждава да живеят в унизителна бедност. Идеалът им ще бъде унищожен от пари и власт. Историята се фокусира върху бедните хора, които се борят с липсата на самоуважение. Заплахата и унищожаването на самоуважението им води до пълната загуба на вътрешна свобода, до абсолютната зависимост от светската власт и изчезването на индивидуалността.
Скоро след публикуването на „Бедни хора“ Достоевски написва новела по време на посещение в Ревел. Въпреки че е включена в алманаха „Бащини бележки“ от 30 януари 1846 г., новелата „Двойник“ е издадена самостоятелно през февруари същата година. Главен герой в нея е стеснителният Яков Голядкин. Той разкрива свой двойник, който бавно руши живота му. Новелата е отхвърлена от критиката и публиката; Белински казва, че „Двойник“ няма смисъл, няма съдържание и няма мисли" и е отегчителна заради бъбривостта на главния герой. Идеята на „Двойник“ е добра, но формата е несполучлива и изпълнена с прекалено дълги изречения.
През 40-те години на XIX век интересът на публиката се обръща към социалните въпроси, в противовес на романтизма и идеализма. Достоевски открива социализма около 1846 г. Първите му впечатления са от френските социалисти Шарл Фурие, Етиен Кабе, Пиер-Жозеф Прудон и Анри дьо Сен-Симон. Първоначално Достоевски поддържа добри отношения с Белински. Чрез него той увеличава знанията си за философията на социализма, чийто интелектуален свят, чувство за справедливост и интерес към бедните и онеправданите привличат писателя. Отношенията между двамата се влошават заради сблъсъка между атеизма на Белински и източноправославната вяра на Достоевски. В резултат на това Достоевски напуска кръга. По-късно той ще използва темите за съществуването на Господ и нихилизма в късното си творчество, както и други теми от човешкото съществуване – братството и връзката между свободата и богатството.
Докато Достоевски понася нападките на пресата срещу втория му роман, здравето му се влошава: появяват се епилептични припадъци. Въпреки това той продължава да работи; в периода 1846 – 1848 г. публикува в сп. „Анали на Отечеството“ разказите „Господин Прохарчин“, „Хазайката“, „Слабо сърце“ и „Бели нощи“. Те нямат успех и след издаването им отново започват финансови проблеми за автора. Затова Достоевски решава да се присъедини към кръга на Бетеков и утопичните социалисти, където членовете живеят в комуна и си помагат. След разпадането на кръга Достоевски се сприятелява с Аполон Майков и брат му Валериан. След смъртта на последния, Аполон става важна част от живота на писателя. През пролетта на 1846 г. Достоевски се включва в кръга на Петрашевски по препоръка на поета Алексей Плещеев. За разлика от предишните групи, в които е бил, кръгът на Петрашевски е социо-християнски. Михаил Петрашевски дискутира по безобиден начин възможността за обществени реформи в Русия. Достоевски посещава библиотеката му и понякога участва в сбирките на кръга, дискутирайки теми като премахване на цензурата и крепостното право и намаляване на броя на крепостниците.

### Заточение в Сибир
Достоевски и членове на кръга на Петрашевски са шпионирани от агента Антонели, който докладва на Иван Липранди от Министерството на вътрешните работи. Достоевски е обвинен в това, че е чел трудове на Белински, включително „Кореспонденция с Гогол“, „Криминални писма“ и „Речта на войника“. Авторът отговаря, че не е харесал есетата и ги е чел само „като литературна творба, нито повече, нито по-малко“, и говори за „индивидуалност и човешки егоизъм“, а не за политика. След като прекарва осем месеца като следствен в Петропавловската крепост, Достоевски заедно с още няколко членове на кръга е арестуван на 23 април 1849 г. по заповед на граф Орлов и император Николай I. Императорът се страхува от бунт, подобен на Декабристката революция от 1825 г. и революциите в Европа от 1848 г. (виж Френска революция (1848), Италианска революция 1848/49, Германска революция 1848/49, Австрийска революция 1848/49 и Унгарска революция (1848-1849)), и нарича кръга на Петрашевски „конспиратори“.
На 22 декември същата година Достоевски и останалите арестувани са отведени на Семьоновския плац в Санкт Петербург. Организирана е инсценирана екзекуция (отменена е в последния момент), като смъртното наказание е заменено с четири години заточение в каторгата в Омск, Сибир. След четиринадесет дни път с шейна Достоевски пристига в Тоболск на 11 януари 1850 г., където е сборният пункт за затворници. Дванадесет дни по-късно Дуров и Достоевски достигат Омск.

### Освобождаване, първи брак и завръщане в Санкт Петербург
След освобождаването си на 14 февруари 1854 г. Достоевски моли брат си за помощ и да му изпрати няколко книги от Вико, Гизо, Ранке, Хегел и Кант. Започва да работи върху „Записки от мъртвия дом“, в който описва преживяното в каторгата. Първите части на третата му книга – романа „Неточка Незванова“ – са издадени през 1849 г., но романът остава незавършен. В средата на март 1854 г. започва служба като редник в седми сибирски батальон в Семипалатинск (дн. Семей, Казахстан). По това време се запознава с барон Александър Егорович Врангел, който е негов голям почитател и е присъствал по време на „екзекуцията“. Двамата наемат къща извън Семипалатинск.
При едно посещение у лейтенант-полковник Беликов писателят се запознава със семейството на Александър Иванович Исаев и Мария Димитриевна Исаева. Скоро Фьодор се влюбва в Мария, но любовта му не намира отклик. След като Достоевски изпраща писмо на генерал Тотлебен чрез Врангел, в което се извинява са дейността си в няколко утопични кръга, през есента на 1856 г. Достоевски придобива правото да публикува книги и да се ожени. Александър Исаев заминава за Кузнецк през август 1855 г. и умира малко по-късно през същата година. Тогава съпругата му Мария се съгласява да се премести с Достоевски в Барнаул, но после отхвърля предложението му за брак, като заявява, че не са един за друг и че финансовото му състояние е много лошо. След време Фьодор отива в Кузнецк и открива, че Мария има връзка с 24-годишен учител. Въпреки всичко на 7 февруари 1857 г. Мария се омъжва за Достоевски в Семипалатинск. Семейният им живот не е щастлив. Съпругата е шокирана от епилептичните припадъци на писателя, за които не е знаела преди сватбата. Двамата живеят предимно разделени.
През 1859 г. Достоевски се уволнява от армията поради здравословни причини: здравето му се влошава след сключването на брака. През същата година той получава разрешение да се завърне в Русия, първо в Твер, където се среща с брат си за първи път от десет години, а малко по-късно – на 16 септември 1859 г. – и в Санкт Петербург. До смъртта си остава под полицейско наблюдение. Скоро след завръщането си в Петербург се присъединява към „Обществото за помощ на нуждаещи се писатели и учители“, известно като „Литературния фонд“. Единствената творба, която пише в каторгата, е разказът „Малкият герой“, публикуван във вестник, докато „Сънят на чичо“ и „Село Степаничево и неговите обитатели“ не са публикувани до 1860 г. Романът „Записки от мъртвия дом“ е издаден в „Руски свят“ през септември 1860 г., а „Унижените и оскърбените“ вижда бял свят в новото списание „Време“, създадено благодарение на цигарената фабрика на брата на писателя.
Достоевски предприема първото си европейско пътуване на 7 юни 1862 г. Започва обиколката си от немските градове Кьолн, Берлин, Дрезден и Висбаден (където отсяда, за да залага на хазарт). След това отива в Белгия, а в средата на юни – в Париж. В Лондон се запознава с Александър Херцен и посещава Кристалния дворец. През юли заедно с Николай Страхов пътува до Швейцария и някои градове от Северна Италия – Торино, Женева, Ливорно и Флоренция. В „Зимни бележки за летни впечатления“ Достоевски описва предимно лошите си впечатления от европейските страни. Критикува капитализма, модернизацията, материализма, католицизма и протестантството. Това му спечелва симпатиите на висшия клир на РПЦ, която започва да го подкрепя във всичките му начинания, затваряйки си очите от явните прояви на алкохолизъм и хазартна зависимист.
На 24 май 1863 г. царският режим закрива списанието „Време“ заради неразбиране на публикация на Страхов за полския бунт в Русия. Дотогава списанието е много популярно; в последната си година има повече от четири хиляди читатели. „Време“ и наследникът му от 1864 г. – сп. „Епоха“ – следват философията на консервативното и славянофилско движение почвеничество, което Достоевски подкрепя по време на заточението си и годините след него. От август до октомври 1863 г. Достоевски извършва второ пътешествие из Европа. В Париж се запознава с втората си любов – Полина Суслова – и губи всичките си пари на комар във Висбаден и Баден-Баден. От Висбаден пише на Врангел и го моли за заем от 100 талера. Тогава за първи път споменава за новия си роман. Изневярата на Суслова и пристрастяването на Достоевски към хазарта стават причина за тяхната раздяла. Достоевски моли брат си за парична помощ, а след смъртта му през юли 1864 г. се обръща с такава молба и към барон Врангел. Два месеца преди смъртта на брат му Михаил съпругата на Достоевски умира от туберкулоза и той остава самотен родител на доведения си син Паша и на семейството на Михаил. Поема и паричните задължения на Михаил, свързани с финансирането на „Епоха“ и за да не банкрутира, е зависим от помощта на приятели и роднини.

### „Престъпление и наказание"
Първите две части на шестия роман на Достоевски – „Престъпление и наказание“, са публикувани през януари и февруари 1866 г. в сп. „Руски вестник“. Романът печели голям успех и Страхов казва: „Единствено „Престъпление и наказание“ бе четен през 1866 г.“ Добре върви и списанието, което има петстотин нови читатели. През лятото на 1866 г. Достоевски се премества в Люблино заедно с шурея си Александър Иванов (женен за сестра му Вера), за да се измъкне от горещината в Москва. Завръща се в края на септември в Санкт Петербург и до края на ноември написва „Играч на рулетка“. По препоръка на Павел Олкин – един от най-добрите стенографи в Петербург – Достоевски наема Анна Григориевна Сниткина. Двамата започват работа (Достоевски диктува, а тя стенографира) на 4 октомври 1866 г. и завършват „Играч на рулетка“ на 30 октомври – рождения ден на писателя.
„Престъпление и наказание“ получава смесени отзиви от критиката. Повечето от отрицателните мнения идват от нихилистите. Страхов обаче е доволен и твърди, че Достоевски успешно показва руския човек – точно и реалистично. Главният герой Родион Разколников е вдъхновен от убийството, извършено от А. М. Данилов на 12 януари 1866 г., и е сравняван с Тургеневия герой Евгений Базаров от „Бащи и синове“. Разколников е карикатура на типичния нихилист – той е нехаен, анархистично настроен и по-радикален от Базаров. След като убива лихварката, започва да размишлява дали може да използва парите ѝ̀ за добро дело, с което да изкупи престъплението. Извършва убийството, за да провери тезата си, че някои хора са природно способни да вършат такива неща и дори имат право да ги вършат. На няколко пъти Разколников се сравнява с Наполеон Бонапарт, вярвайки, че убийството е разрешено при преследването на висша цел.
На 15 февруари 1867 г. Достоевски се жени за Анна Сниткина – 25 години по-млада от него. Достоевски обаче има проблеми с алкохола, което отчайва Анна. Проблематични са и връзките ѝ с неговите роднини и съседи. Приходите от романа „Престъпление и наказание“, възлизащи на 7000 рубли, не стигат за покриване на дълговете. За да избегне принудителна разпродажба, Анна Достоевска залага мебелите си, пианото и бижутата си. С тези пари семейството тръгва на 14 април същата година на сватбено пътешествие в чужбина. В Берлин отсядат в хотел „Юнион", в Дрезден посещават „Галерията на старите майстори", където Достоевски търси вдъхновение за следващите си романи. Той е силно впечатлен от картините и най-вече от „Сикстинската мадона“ на Рафаело.
Три седмици по-късно заминава за Хамбург, където на комар губи всичките пари на жена си. Двамата продължават пътуването си в Германия в началото на юли и посещават Франкфурт, Дармщат, Хайделберг и Карлсруе. В Баден-Баден писателят посещава казината, въпреки че вече веднъж е загубил парите на жена си. Отново губи всичко и жена му няма друг избор, освен да заложи различни предмети, като сватбените им халки, сватбените подаръци, обеци, дрехи и др. По това време тя вече е бременна. На 23 август двамата напускат Баден-Баден и заминават за Базел. Посещават музей, в който виждат картината „Тялото на Иисус в гробницата“ от Холбайн, която вдъхновява следващия му роман.
В Женева двамата отново нямат пари и залагат различни вещи. Тъй като градът се слави с добрите си лекари, Достоевска смята да роди тук. На 5 март се ражда първото им дете – София, наречена на любимата му племенница и на героинята в „Престъпление и наказание“. Детето умира три месеца по-късно от пневмония. Заради финансовите затруднения Достоевски започва работа по новия си роман.

### „Идиот“
При пристигането им в Женева през септември, Достоевски започва работата по „Идиот“ и за двадесет и три дни успява да напише сто страници. Смъртта на София е съкрушителна за родителите ѝ, а здравето на Анна е разклатено от честите ѝ посещения до гробищата. В началото на юни 1868 г. семейството се премества във Вьове с надеждата, че по-добрият климат ще помогне на Достоевски да завърши романа. Три месеца по-късно отпътуват за Милано, където Анна учи италиански и работи като преводачка. След още три месеца отпътуват за Флоренция.
Тук през януари 1869 г. Достоевски завършва книгата „Идиот“ и „Руски вестник“ бързо започва публикуването на романа. Главният герой – княз Мишкин, се завръща в Русия след няколко години в швейцарски санаториум. Презиран от обществото заради доверчивата си натура и наивност, той се озовава в центъра на битката между красива метреса (Настя) и непорочното красиво младо момиче (Аглая), в които е влюбен. За нещастие, добротата и мекотата на характера на Мишкин само ускоряват сблъсъка между жените и той остава с впечатлението, че в този свят, обсебен от жажда за пари, власт и любовни завоевания, единственото място за светец е санаториумът. Мишкин е олицетворение на Иисус Христос, който идва „отгоре“ (швейцарските планини) и дори на външен вид прилича на Иисус. Също като него Мишкин е учител, изповедник и мистериозен неудачник. Алчността и завистта са му чужди. За разлика от обкръжението си, той няма желание да отстоява правото си на пари и власт и е преизпълнен със състрадание. Отношенията му с грешницата Мария явно са вдъхновени от отношенията между Иисус и Мария Магдалена. Заради големите различия между него и съвременниците му е наречен „Идиот“.
През май майката на Анна пристига временно при семейството, за да им помага. Понеже в жилището няма достатъчно стаи, те наемат друго, на улица близо до пазара, но там летните жеги и голямото оживление не им допадат. Три месеца по-късно майката на Анна си отива, а Достоевски заминава с жена си за Прага. След три дни са принудени да продължат пътуването, защото не успяват да намерят обзаведен апартамент в Прага, а мебелите са прекалено скъпи, за да купуват такива. През август пристигат в Дрезден, където наемат апартамент в английския квартал.
Скоро след това при тях отново идва майката на Анна, за да помогне при раждането на следващото им дете. На 26 септември им се ражда дъщеря, която наричат Любов. През април 1871 г. Достоевски посещава за последен път Висбаден. Според Анна след раждането на детето им, той е излекуван от хазартната си зависимост. Другата причина е може би затварянето на различни казина в Германия през 1872 – 1873 г. Семейството заминава временно за Берлин, а на 8 юли 1871 г. се завръща в Петербург. Планираното им тримесечно сватбено пътешествие продължава 4 години и 3 месеца.

### Завръщане в Русия
На 21 ноември 1869 г. по-малкият брат на Анна, Иван Сниткин, е убит в Москва от група от петима мъже. Зад убийството стои нихилистът Сергей Нечаев, който, повлиян от трудовете на Михаил Бакунин, създава терористична организация състояща се от петчленни групи. Тези събития карат Достоевски да планира писането на роман за нихилизма, който след множество редакции излиза под заглавието „Бесове“.
В Русия семейството отново има финансови проблеми и продава малкото оцелели след наводнение вещи. Освен това Анна е в напреднал стадий на бременност. Синът им Фьодор се ражда на 16 юли 1871 г. Скоро след раждането му семейството се мести в апартамент на ул. „Серпуховская“ и продава къщата си в Пешки, с надеждата да изплати дълговете си в размер на 25 000 рубли. Продават къщата на много по-ниска цена и Анна предлага да прехвърлят авторските права на съпруга ѝ, стига се до преговори за плащане на вноски.
Достоевски възобновява приятелството си с Майков и Страхов и завързва нови запознанства, включително с Всеволод Соловьов и брат му Владимир, църковния политик Терти Филипов и бъдещия висш духовник Константин Победоносцев, който задълбочава консервативните възгледи на писателя. В началото на 1872 г. Павел Третяков моли Достоевски да позира на Василий Перов. Резултатът, описан от датския критик Георг Брандес като „отчасти руско селско лице, отчасти физиономия на престъпник“, е вероятно най-известното изображение на Достоевски. Следва период на различни здравословни проблеми (счупена ръка на Любов, абсцес на гърлото на Анна и др.), които забавят работата върху следващия роман на Достоевски.
„Бесове“ се базира на убийството на Иван Сниткин и е силно повлиян от Откровението на Йоан. Второстепенните герои Степан и Пьотр Верковенски са въплъщения съответно на Начаев и Тимофей Грановский. Романът е завършен на 26 ноември 1872 г. и издаден през януари следващата година от новото списание на Достоевски и Анна. Въпреки че книгата като самостоятелно издание можела да бъде закупена само от апартамента на семейството, който се превърнал в книжарница, предприятието е успешно и бързо са продадени 3000 копия. Анна отговаря за финансите. Достоевски предлага да издават още едно произведение в периодичния печат – „Дневник на писателя“, който включва есета със същото заглавие, но поради липса на пари първо го публикуват чрез сп. „Гражданин“, за 3000 рубли годишно. През 1873 г. Анна и децата пътуват до Старая Руса, а Достоевски остава в Петербург, за да пише „Дневника“.
През март Достоевски напуска сп. „Гражданин“ заради стреса и бюрокрацията. За 15-те месеца като журналист там, списанието е съдено два пъти. Писателят предлага на сп. „Руски вестник“ нов роман, който още не е започнал да пише. Списанието отказва под предлог, че не може да му плати авансово (истинската причина е, че в същото време приключвали договор с Лев Толстой за издаването на „Ана Каренина“). Тогава при Достоевски идва Николай Некрасов и му предлага да издаде „Дневника“ в „Национални анали“ за 250 рубли на страница (със 100 рубли повече от предлаганите от „Руски вестник“).
Здравето на Достоевски започнало да се влошава започвайки с кашлица и задух, първите симптоми на белодробно заболяване. Лекарите му препоръчват да се лекува извън Русия и през юни той заминава за Берлин, а от там за минералните извори в Бад Емс. Диагностициран е с остър катар, срещу който му е предписана сода. Въпреки това здравето му не се подобрява докато не бива сменено лекарското предписание. По време на престоя си в Германия Достоевски започва работа върху романа „Юноша“. В края на юли той се завръща в Петербург където на 10 август се ражда синът му Алексей. В края на 1875 г. писателят довършва „Юноша“, части от него вече били издадени същата година в сп. „Национални анали“. Романът проследява живота на 19-годишния интелектуалец Аркадий Долгоруки, незаконнороден син на противоречивия женкар Версилов. Романът се съсредоточва върху периодичните конфликти между баща и син, най-вече по отношение на идеологията, които показват битката между традиционния „стар“ начин на мислене от 40-те години на XIX век и новите нихилистки възгледи на младежта в Русия от 60-те години на XIX век.

### Последни години
В началото на 1876 г. Достоевски продължава работата си по „Дневниците“, темата им е същата като на „Юношество“. Есетата се продават в двоен обем в сравнение с предишните му книги. Достоевски получава все повече писма от читатели, при него идват всякакви хора – от студенти по теология до агностици. Благодарение на брата на Анна семейството купува дача в Старая Руса, която е превърната в музей и има много прилики с къщата от следващия му роман.
През лятото на 1876 г. Достоевски отново страда от задух. Заминава за трети път за Емс, където лекарите му казват, че при здравословен климат може да живее още 15 години. Когато се завръща в Русия, император Александър II му заповядва да го посети в двореца и да му представи „Дневниците“. Също така императорът го моли да образова синовете му Сергей и Павел. Тази среща води до увеличаване на кръга на познанствата на Достоевски и той става чест гост на някои салони в Петербург. Запознава се с много влиятелни личности, включително принцеса София, Лев Толстой, поета Яков Полонски, политика граф Сергей Вите, журналиста Алексей Суворин, музиканта Антон Рубинщейн и художника Иля Репин.
Здравето на Достоевски продължава да се влошава; само през март 1877 г. преживява 4 епилептични припадъка. Вместо да замине отново за Емс той решава да посети Мали Прикол, имение близо до Курск. По обратния път към Петербург Достоевски отсяда в Даровое за да довърши „Дневниците“. През декември отива на погребението на Николай Некрасов където изнася реч.
По това време Достоевски става почетен член на Руската академия на науките. В началото на 1878 г. той слуша реч за „Божия човек“ на Владимир Соловьов, която го повлиява силно за следващия му роман. През февруари 1879 г. той получава почетно удостоверение от Академията, а през пролетта на същата година е поканен да вземе участие в международен конгрес по авторско право, оглавяван от Виктор Юго. Достоевски отказва поканата поради смъртта на 16 май 1879 г. на сина си Альоша, който не преживява операция от епилепсия. По-късно Достоевски е избран за председател на Славянското благотворително дружество в Петербург, а през лятото е избран за член на почетната комисия на Асоциацията за международна литература и изкуство в която членували Виктор Юго, Лев Толстой, Иван Тургенев, Паул фон Хайзе, Алфред Тенисън, Антъни Тролъп, Хенри Уадсуорт Лонгфелоу и Ралф Уолдо Емерсън.
За четвърти и последен път в началото на август 1879 г. Достоевски посещава Емс, диагностициран е с белодробна емфизема в начален стадий. Лекарите не вярвали че е възможно да бъде излекуван, но казват че може да се противодейства с високи шансове за успех. На 1 февруари 1880 г. сп. „Руски вестник“ започва публикацията на първите части на последния роман на Достоевски „Братя Карамазови“, последните части са публикувани през ноември същата година. Романът разказва в 12 книги и епилог историята на Альоша Карамазов, чиито братя са атеистът Иван Карамазов и бившият военен Димитрий Карамазов. Първите книги запознават читателя със семейство Карамазови и смъртта на бащата Фьодор, а следващите се съсредоточват върху философските и религиозните спорове между Альоша и стареца Зосима. Освен успеха сред критиците, книгата се продава добре.
Най-известната част от книгата е главата „Великият инквизитор“, която е парабола за Второто пришествие на Христос в Севиля, когато Иисус е затворен от 90-годишен псевдорелигиозен велик инквизитор. Вместо да му отговаря, Иисус го целува и Инквизиторът го освобождава, но го предупреждава да не се връща повече. Повечето съвременни критици приемат, че това е атака от страна на Достоевски срещу католическата църква и социалистическия атеизъм, които са представени като Инквизитора. С този роман той предупреждава читателите за ужасно откровение, което ще се състои и което вече е ставало в миналото. За Достоевски Дарът на Пипин и Испанската инквизиция са опорочили християнството.
На 3 февруари 1880 г. Достоевски е поканен на откриването на паметника на Пушкин в Москва. Откриването е насрочено за 26 май, но е отложено за 6 юни, поради смъртта на императрица Мария Александровна. Два дни по-късно Достоевски изнася запомняща се реч в голяма зала, по време на която много хора плачат, някои са истерични, докато други припадат или напускат залата. Речта му е посрещната с бурни аплодисменти и дори дългогодишният му съперник Тургенев го прегръща.
В периода от 25 януари до 9 февруари Достоевски получава многобройни белодробни кръвоизливи и е на легло. Сред последните му думи е цитат от Евангелие от Матей 3:14 „А Йоан Го възпираше и думаше: аз имам нужда да се кръстя от Тебе, а Ти ли идеш при мене?“. Достоевски умира на 9 февруари (28 януари стар стил) 1881 г., в 8:22 часа, в Санкт Петербург. Желанието му било да бъде погребан в гробището на Новодевическия манастир, близо до Некрасов, но поради финансова невъзможност бива погребан в Тихвинското гробище близо до Александро-Невската лавра, в близост до любимите си поети Николай Карамзин и Василий Жуковски. Не е известен броят на хората отишли на погребението, според някои източници скърбящите били повече от 100 000, докато други говорят за 40 000 – 50 000. На надгробния му камък е гравиран цитат от Евангелие от Йоан 12:24:
| „ | Истина, истина ви казвам: ако житното зърно, паднало в земята, не умре, остава си само; ако ли умре, принася много плод. | “ |

Този цитат е и епиграф на романа Братя Карамазови.

## Наследство
Заедно с Лев Толстой, Достоевски е смятан за един от най-великите романисти от Златния век на руската литература и за малко хора от XIX век може да се каже, че са били толкова влиятелни, колкото Достоевски. Известен е с талантливото си повествование и с дълбоките си и остроумни изявления по интелектуални и политически въпроси и е описван като духовен водач, учител и дори пророк.
Достоевски още приживе привлича вниманието на чуждестранните читатели. Германският преводач Вилхелм Улфсон публикува в списание най-ранния известен превод на „Бедни хора“ още през 1846 – 47 г. Подобно е положението и във Франция; в Англия първите преводи са на Мари фон Тило от 1881 г., а първите точни преводи са направени в периода 1912 – 1920 г. от Констанс Гарнет.
Оттогава насетне много неруски писатели и мислители се запознават с творчеството на Достоевски. Фридрих Ницше казва за Достоевски в „Залезът на боговете“, че „той е единственият психолог, от когото нещо съм научил, той е една от щастливите случайности в живота ми – по-щастлива дори от Стендал“. Томас Ман съветва Достоевски да бъде четен от широката маса, а Херман Хесе се наслаждава на романите му и заявява, че да го четеш е сякаш „да надзърнеш в бъркотията“. Кнут Хамсун казва, че „никой не е анализирал пълната човешка структура така, както Достоевски. Психологичната му мисъл е внушителна и мечтателна. Нямаме критерий, по който да преценим величието му.“ Андре Жид: „Достоевски трябва да бъде поставен редом с Ибсен и Ницше; той им е равен и може би даже е по-важен от тях“. Според извадка от писмо на Едмънд Гос до Жид „Достоевски е кокаинът и морфинът на модерната литература“. Леви групи като сюрреалистите, екзистенциалистите и битниците поставят Достоевски сред писателите, оказали им решаващо влияние. Достоевски е смятан за предвестник на руския символизъм, повлиял Александър Блок, Андрей Бели и Вячеслав Иванов по въпроси, свързани с екзистенциализма, експресионизма и психоанализата.
След Революцията в Русия през 1917 г. книгите на Достоевски са забранявани или цензурирани. Философията му, най-вече тази в „Бесове“, е обявена за капиталистическа и антикомунистическа, което му донася прякора „нашият зъл гений“ от Максим Горки. Въпреки това по време на Втората световна война книгите му са пропагандирани и от нацистите, и от комунистите, а след войната отново са забранени. През 1947 г. е чествана 125-ата годишнина от рождението му из цяла Русия, но на следващата година книгите му отново са забранени. Забраната е премахната от Никита Хрушчов по време на десталинизацията.
След Втората световна война книгите на Достоевски оглавяват списъците с най-продаваните произведения в цял свят. Творчеството му е оценено от философи, психолози, теолози, социолози, политици, литературоведи, лекари, адвокати и студенти. Много от романите му са филмирани и драматизирани в Съветския съюз и на Запад. Героите и цялото му творчество са популяризирани чрез графити, президентски речи, водевили, филми и постановки. През 1956 г. в СССР е издадена марка с неговия образ в тираж от 1000 копия. През 1971 г. отваря врати Музеят на Достоевски, домът, където той написва първите и последните си творби. На него е кръстен астероидът 3453 Достоевски, открит от Людмила Карачкина през 1981 г. Албумът на Иги Поп „The Idiot“ е кръстен на романа му „Идиот“. Московското метро има спирка Метростанция Достоевская, открита на 19 юни 2010 г.

### Романи и новели
- „Бедни хора“ (1846) – роман
- „Двойник“ (1846) – новела
- „Неточка Незванова“ (1849) – незавършен роман
- „Сънят на чичото“ (1859) – новела
- „Село Степаничево и неговите обитатели“ (1859) – роман
- „Унижените и оскърбените“ (1861) – роман
- „Записки от мъртвия дом“ (1862) – полу-автобиографичен роман
- „Записки от подземието“ (1864) – новела
- „Престъпление и наказание“ (1866) – роман
- „Играчът на рулетка“ (1867) – кратък роман/повест
- „Идиот“ (1869) – роман
- „Вечният съпруг“ (1870) – роман
- „Бесове“ (1872) – роман
- „Юноша“ (1875) – роман
- „Братя Карамазови“ (1880) – роман

### Разкази
- „Господин Прохарчин“ (1846)
- „Роман в девет писма“ (1847)
- „Хазайката“ (1847)
- „Ревнивият съпруг“ (1848)
- „Слабо сърце“ (1848)
- „Ползунков“ (1848)
- „Честният крадец“ (1848)
- „Елха и сватба“ (1848)
- „Бели нощи“ (1848)
- „Малкият герой“ (1849)
- „Мръсен виц“ (1862)
- „Крокодил“ (1865)
- „Бобок“ (1873)
- „Момчето на коледната елха“ (1876)
- „Кротката“ (1876)
- „Мужик Марей“ (1876)
- „Сънят на смешния човек“ (1877)

### Есета
- „Дневник на писателя“ (събрани есета)
- „Зимни бележки за летни впечатления“ (1863)
- „Дневник на писателя“ (1873 – 1881)

### Преводи
- „Йожени Гранде“ – Оноре дьо Балзак (1843)
- „Последният Албини“ – Жорж Санд (1843)
- „Мария Стюарт“ – Фридрих Шилер (1843)
- „Борис Годунов“ – Александър Пушкин (1843)
- „Райнеке фукс“ – Йохан Волфганг фон Гьоте (1843)